# Vicente de la Cruz
Vicente José de la Cruz y Bahamonde (San Agustín de Talca, julio de 1753-ibídem, 27 de octubre de 1823) fue un militar, hacendado, comerciante de ultramar y corregidor de Talca en el periodo 1789-1798.

## Familia
Hijo de Juan de la Cruz y Bernardotte y de Silveria Álvarez de Bahamonde y Herrera. Fue hermano de Juan Manuel de la Cruz y Bahamonde, Anselmo de la Cruz y Bahamonde y de Nicolás de La Cruz y Bahamonde, y cuñado de Juan Albano Pereira Márquez. Vicente de la Cruz se casó en San San Agustín de Talca el 21 de agosto de 1771 con Josefa Burgos y Fonseca con quien tuvo 10 hijos: Mercedes, Feliciana, Dolores, Mateo, Francisca, Justo, Juan Nepomuceno, Manuela, Vicente y Rosalía.
Fue educado por los jesuitas en la residencia que estos tenían allí, junto con sus otros hermanos, y desde la edad de siete años recibieron lecciones de estos maestros y heredero de una regular fortuna y de las actividades comerciales de su padre, la aumentó considerablemente con el tiempo, llegando a ser el vecino más rico de la villa de San Agustín de Talca. Impulsado por su espíritu altruista, puso su fortuna al servicio de la ciudad.
Fomentó junto con sus hermanos Juan Manuel y Nicolás el desarrollo de San Agustín de Talca. Su preocupación por los asuntos públicos no le impidió formar una cuantiosa fortuna, producto de sus negocios en ultramar en compañía de sus citados hermanos. Luego de entregar la subdelegación, se abocó a la explotación de diversos predios agrícolas de su propiedad, entre los cuales se encontraba la estancia de Pelarco de 5854 cuadras, la de Las Palmas de 1339 cuadras, la de Cerro Colorado de 7807 cuadras, tierras de cordillera denominadas Paco y Blanquillo, Del Campanario, El Alto y otros. Además, tenía pequeños predios como El Mirador de 8 cuadras y más, dotadas de casa, mirador y oratorios.

## Militar
Fue nombrado teniente de milicias de Infantería por despacho el 1 de marzo de 1779. Lugarteniente de Capitán General por designación del día siguiente, cuando también se le expidió título de capitán graduado del Regimiento de Milicias de caballería del Rey. Comandante de ese Regimiento (IV Escuadrón) por despacho del 23 de septiembre de 1793. Luego teniente coronel el 18 de marzo de 1801 y coronel el 25 de junio de 1808. Fue comandante del Regimiento de Milicias de Infantería, con clasificación de noble en su registro, y superintendente de Constitución entre 1800 y 1803 con la responsabilidad de velar por su acabado establecimiento.

## Corregidor de Talca
Fue regidor decano del Cabildo de Talca por remate de esta vara con fecha 9 de agosto de 1781 en la suma de $150, dignidad en la que fue confirmado por real cédula en San Lorenzo del Real el 23 de octubre de 1785. Fue designado subdelegado del Partido del Maule por nombramiento del gobernador Ambrosio O'Higgins para presidir el cabildo, donde fue recibido por el vecindario, según expresión de un contemporáneo, «con gran aplauso por todo el Cabildo». Juró ante el Cabildo como su corregidor el 23 de enero de 1789. Su gobierno se prolongó por nueve años, hasta 23 de enero de 1798, y durante este lapso la villa de San Agustín de Talca adquirió un aspecto de ciudad, título que alcanzó en 1796. Sus principales obras fueron la construcción de edificios públicos: cárcel, cabildo, iglesia parroquial, hospital y puerto; procurando también el aseo y el empedrado de las calles.

## Formación de la Ciudad de Talca

### Cabildo de Talca
En los primeros años de su existencia, el cabildo funcionó en las casas de los vecinos principales. Así en 1755 se reunía el cabildo en la casa de Antonio de Saravia «por no haber local apropiado». Viendo esta necesidad, Francisco de Silva, donó ese mismo año su casa de la plaza «con portales y arquería de ladrillo» para Cabildo.
En la sesión del 12 de marzo de 1787, el Cabildo acordó construir las casas del Ayuntamiento, como asimismo cuatro puentes y dos acequias para darle agua a la ciudad. También se hizo notar la necesidad de un buen edificio para cárcel. Esta iniciativa vino a tener un resultado efectivo bajo el gobierno de Vicente de la Cruz. Hasta 1794, nada se había hecho, «la cárcel se sostenía con puntales». Cruz pidió al gobierno que el arquitecto Toesca confeccionara los planos para estas obras y este los presentó el 24 de abril con un costo de 14 a 15 mil pesos. El Barón de Ballenary los aprobó el 5 de junio y acordó la dirección de las obras a Vicente de la Cruz. Los fondos necesarios se tomaron de las rentas del Banco del Maule. Dos años después, en 1796, el Cabildo manifestaba al Supremo Gobierno el estado en que se hallaban las obras:
«El frente principal, que consta de cuarenta y ocho varas, casa consistorial, guardia, escribano y entrada principal, con su hermosa fachada, que ha de descansar en doce pilares, todos de arcos y sobre ellos ha de elevarse una hermosa torre, según lo manifiestan los planos de Toesca. Se halla todo umbralado y empezado el arranque de la arquería, todo de ladrillo y trabajado con gusto molduras y relieves».
En 1798 estaba ya casi terminada la obra, faltando solo algunos detalles. No solo se contentó Vicente de la Cruz con un buen edificio para oficinas públicas, sino que también se preocupó del mobiliario. Hizo sacar los muebles que eran malos y ordinarios y le dio «diez sillas grandes con vaqueta en el asiento y espaldas, picado el brazo amoldado, los clavos dorados, con su coronación arriba de cada silla, cuatro bancas de seis varas, una mesa de cuatro varas con sus cajones»:
«Adornó la sala del Cabildo, empapelando sus paredes, poniendo el retrato del muy amado monarca en un hermoso dosel de damasco de seda, guarnecido con ricos galones, asientos, colcha de mesa y otros muebles necesarios».
Todos estos gastos y otros más salieron de su peculio personal. Además terraplenó y arregló las calles e hizo puentes.

### Cárcel de Talca
El edificio de la cárcel quedó con dependencias para las mujeres, con una capilla de diez varas de largo y seis de ancho.

### Hospital de Talca
El más interesante de los trabajos del subdelegado fue la fundación del hospital. En 1764 ya el Cabildo había tratado sobre la fundación de un hospital, iniciativa que solo quedó en el papel. Vicente de la Cruz y Bahamonde y su hermano, el opulento vecino del comercio de Santiago Juan Manuel de la Cruz y Bahamondes, realizaron esta obra. Este último compró un sitio a cinco cuadras de la Plaza y consiguió que el arquitecto Toesca levantara los planos.
Esto ocurría por 1796. Su idea fue aplaudida por el Cabildo. Había entonces en Chile solo dos hospitales, uno en Santiago y otro en Concepción. La iniciativa de Manuel provocó la de su hermano Vicente. El primero prometió gravar sus bienes con un censo de 4000 pesos, y su hermano Vicente y su esposa Josefa de Burgos con otro de 2000 pesos. También se agregó Nicolás, que residía en Cádiz, con 2000 pesos.
El rey aprobó su erección por real cédula fechada en Madrid el día 8 de julio de 1803, dándole el 9 1/2 de los diezmos del Partido por dotación.

### Iglesia de Talca
Bajo el gobierno de Vicente de la Cruz, se desplegó en esta época el cura José Ignacio Cienfuegos para construir también una iglesia digna de los adelantos que se notaban en los otros edificios públicos. Era la parroquia una pequeña iglesia de adobes. Cienfuegos fue dueño de una buena fortuna, pensó en ponerla al servicio de los fieles y pidió al arquitecto Toesca le hiciera los planos de una nueva iglesia. Se dio principio a la obra con una inversión de 6000 pesos. Agotados sus fondos, recurrió al Cabildo solicitando fondos el 7 de mayo de 1796. La iniciativa de Cienfuegos y del Cabildo, hizo que el Gobierno concediera 2000 pesos.
Sus cimientos fueron de setenta y tres varas de frente por cuarenta de fondo, todos de grandes piedras, que solo las fuerzas de cuatro hombres podían mover, y sus murallas de ladrillo. José Ignacio Cienfuegos personalmente dirigió los trabajos.

### Puerto del Maule
Vicente de la Cruz gestionó ante el Gobernador del Reino la fundación de un puerto en el astillero del Maule. El 12 de diciembre de 1797 se dirigió don Vicente de la Cruz al Astillero, acompañado del piloto Manuel López de Parga, natural de Lugo, patrón de una canoa, de Manuel de Astaburuaga, de Francisco Reyes, natural de Andalucía, de Lorenzo de Aguirre, natural de Portugalete y de Francisco de Urra, natural de Navarra. Acompañado de este grupo de expertos recorrió toda la bahía, para poder estudiar la entrada de buques. Vicente de la Cruz informó al marqués de Avilés sobre su gira a ese puerto, informe en el que le habla de la gran belleza del paisaje, por sus grandes y hermosas rocas, llamadas y en aquellos años «de las ventanas» y «de la iglesia». Le manifestaba la necesidad de fundar un puerto, prometiendo contribuir a su erección con su trabajo y sus bienes. Los deseos de don Vicente de ka Cruz fueron secundados por los informes de don Santiago Oñederra.

## Guerra de la Independencia
Durante la gesta de la independencia de Chile, se mantuvo fiel a las causa del rey, dirigiendo junto a su hijo homónimo la facción monárquica de la región, sufriendo primero por disposición de José Miguel Carrera y luego de Bernardo O'Higgins exacciones por más de $40 000 en dinero y animales.
Al triunfo de la causa patriota, su lealtad para con el soberano español le valió ser desterrado a San Luis en Argentina, de donde regresó a Chile en julio de 1818.